# 대한민국 농림축산식품부 장관
농림축산식품부 장관(農林畜産食品部 長官)은 농림축산식품부를 대표하는 직위로, 국무위원으로 보한다.

## 임명
- 국무위원 중에서 국무총리의 제청으로 대통령이 임명하며, 국무총리는 해임을 건의할 수 있다.
- 국회는 임명에 대한 인사청문회를 실시한다.

## 역할
- (정부조직법 제7조제1항) 각 행정기관의 장은 소관사무를 통할하고 소속공무원을 지휘·감독한다.
- (정부조직법 제36조제1항) 농림축산식품부장관은 농산·축산, 식량·농지·수리, 식품산업진흥, 농촌개발 및 농산물 유통에 관한 사무를 관장한다.

## 역대 장관

### 농림부 장관
| 정부      | 대수 | 이름           | 임기                             | 비고                            |
| --------- | ---- | -------------- | -------------------------------- | ------------------------------- |
| 제1공화국 | 초대 | 조봉암(曺奉岩) | 1948년 8월 15일~1949년 2월 22일  | 국회부의장 역임 & 국회의원 역임 |
| 제1공화국 | 2대  | 이종현(李宗鉉) | 1949년 2월 23일~1950년 1월 20일  |                                 |
| 제1공화국 | 3대  | 윤영선(尹永善) | 1950년 1월 21일~1950년 11월 22일 |                                 |
| 제1공화국 | 4대  | 공진항(孔鎭恒) | 1950년 11월 23일~1951년 5월 6일  |                                 |
| 제1공화국 | 5대  | 임문환(任文桓) | 1951년 5월 7일~1952년 3월 5일    |                                 |
| 제1공화국 | 6대  | 함인섭(咸仁燮) | 1952년 3월 6일~1952년 8월 28일   |                                 |
| 제1공화국 | 7대  | 신중목(愼重穆) | 1952년 8월 29일~1953년 9월 9일   |                                 |
| 제1공화국 | 서리 | 정재설(鄭在卨) | 1953년 9월 10일~1953년 10월 6일  |                                 |
| 제1공화국 | 8대  | 양성봉(梁聖奉) | 1953년 10월 7일~1954년 5월 5일   |                                 |
| 제1공화국 | 9대  | 윤건중(尹建重) | 1954년 5월 6일~1954년 6월 29일   |                                 |
| 제1공화국 | 10대 | 최규옥(崔圭鈺) | 1954년 6월 30일~1955년 2월 15일  |                                 |
| 제1공화국 | 11대 | 임철호(任哲鎬) | 1955년 2월 16일~1955년 8월 29일  |                                 |
| 제1공화국 | 12대 | 정낙훈(鄭樂勳) | 1955년 8월 30일~1955년 11월 16일 |                                 |
| 제1공화국 | 13대 | 정운갑(鄭雲甲) | 1955년 11월 17일~1957년 6월 16일 |                                 |
| 제1공화국 | 14대 | 정재설(鄭在卨) | 1957년 6월 17일~1959년 3월 20일  |                                 |
| 제1공화국 | 15대 | 이근직(李根直) | 1959년 3월 21일~1960년 5월 1일   |                                 |
| 제1공화국 | 16대 | 이해익(李海翼) | 1960년 5월 2일~1960년 8월 22일   |                                 |
| 제2공화국 | 17대 | 박제환(朴濟煥) | 1960년 8월 22일~1961년 5월 16일  |                                 |
| 제2공화국 | 18대 | 장경순(張坰淳) | 1961년 5월 20일~1963년 6월 24일  |                                 |
| 제2공화국 | 19대 | 류병현(柳炳賢) | 1963년 6월 25일~1963년 12월 16일 |                                 |
| 제3공화국 | 20대 | 원용석(元容奭) | 1963년 12월 17일~1964년 5월 10일 |                                 |
| 제3공화국 | 21대 | 차균희(車均禧) | 1964년 5월 11일~1966년 2월 22일  |                                 |
| 제3공화국 | 22대 | 박동묘(朴東昴) | 1966년 2월 23일~1967년 6월 29일  |                                 |
| 제3공화국 | 23대 | 김영준(金榮俊) | 1967년 6월 30일~1968년 5월 20일  |                                 |
| 제3공화국 | 24대 | 이계순(李啓純) | 1968년 5월 21일~1969년 2월 15일  |                                 |
| 제3공화국 | 25대 | 조시형(趙始衡) | 1969년 2월 17일~1970년 12월 20일 |                                 |
| 제3공화국 | 26대 | 김보현(金甫炫) | 1970년 12월 21일~1971년 6월 3일  |                                 |
| 제3공화국 | 27대 | 김보현(金甫炫) | 1971년 6월 4일~1973년 3월 3일    |                                 |

### 농수산부 장관
| 정부      | 대수 | 이름           | 임기                              | 비고          |
| --------- | ---- | -------------- | --------------------------------- | ------------- |
| 제4공화국 | 27대 | 김보현(金甫炫) | 1973년 3월 3일~1973년 8월 7일     |               |
| 제4공화국 | 28대 | 정소영(鄭韶永) | 1973년 8월 8일~1975년 12월 18일   |               |
| 제4공화국 | 29대 | 최각규(崔珏圭) | 1975년 12월 19일~1977년 12월 19일 |               |
| 제4공화국 | 30대 | 장덕진(張德鎭) | 1977년 12월 20일~1978년 12월 21일 |               |
| 제4공화국 | 31대 | 이희일(李熺逸) | 1978년 12월 22일~1979년 12월 13일 |               |
| 제4공화국 | 32대 | 이재설(李在卨) | 1979년 12월 14일~1980년 5월 21일  |               |
| 제4공화국 | 33대 | 정종택(鄭宗澤) | 1980년 5월 22일~1980년 9월 1일    |               |
| 제4공화국 | 34대 | 정종택(鄭宗澤) | 1980년 9월 2일~1981년 3월 9일     |               |
| 제5공화국 | 35대 | 고건(高建)     | 1981년 3월 10일~1982년 5월 20일   | 국무총리 역임 |
| 제5공화국 | 36대 | 박종문(朴鍾汶) | 1982년 5월 21일~1985년 2월 15일   |               |
| 제5공화국 | 37대 | 황인성(黃寅性) | 1985년 2월 19일~1986년 12월 31일  | 국무총리 역임 |

### 농림수산부 장관
| 정부        | 대수 | 이름           | 임기                             | 비고          |
| ----------- | ---- | -------------- | -------------------------------- | ------------- |
| 제5공화국   | 37대 | 황인성(黃寅性) | 1987년 1월 1일~1987년 5월 18일   | 국무총리 역임 |
| 제5공화국   | 38대 | 김주호(金周浩) | 1987년 5월 19일~1988년 2월 24일  |               |
| 노태우 정부 | 39대 | 윤근환(尹勤煥) | 1988년 2월 25일~1988년 12월 5일  |               |
| 노태우 정부 | 40대 | 김식(金湜)     | 1988년 12월 6일~1990년 3월 19일  |               |
| 노태우 정부 | 41대 | 강보성(姜普性) | 1990년 3월 20일~1990년 9월 18일  |               |
| 노태우 정부 | 42대 | 조경식(曺京植) | 1990년 9월 19일~1992년 3월 30일  |               |
| 노태우 정부 | 43대 | 강현욱(姜賢旭) | 1992년 3월 31일~1993년 2월 25일  |               |
| 김영삼 정부 | 44대 | 허신행(許信行) | 1993년 2월 26일~1993년 12월 21일 |               |
| 김영삼 정부 | 45대 | 김양배(金良培) | 1993년 12월 22일~1994년 4월 4일  |               |
| 김영삼 정부 | 46대 | 최인기(崔仁基) | 1994년 4월 6일~1995년 12월 20일  |               |
| 김영삼 정부 | 47대 | 강운태(姜雲太) | 1995년 12월 21일~1996년 8월 8일  |               |

### 농림부 장관
| 정부        | 대수 | 이름           | 임기                            | 비고 |
| ----------- | ---- | -------------- | ------------------------------- | ---- |
| 김영삼 정부 | 47대 | 강운태(姜雲太) | 1996년 8월 9일~1996년 12월 20일 |      |
| 김영삼 정부 | 48대 | 정시채(丁時采) | 1996년 12월 21일~1997년 8월 5일 |      |
| 김영삼 정부 | 49대 | 이효계(李孝桂) | 1997년 8월 6일~1998년 3월 3일   |      |
| 김대중 정부 | 50대 | 김성훈(金成勳) | 1998년 3월 3일~2000년 8월 6일   |      |
| 김대중 정부 | 51대 | 한갑수(韓甲洙) | 2000년 8월 7일~2001년 9월 6일   |      |
| 김대중 정부 | 52대 | 김동태(金東泰) | 2001년 9월 7일~2003년 2월 27일  |      |
| 노무현 정부 | 53대 | 김영진(金永鎭) | 2003년 2월 28일~2003년 7월 18일 |      |
| 노무현 정부 | 54대 | 허상만(許祥萬) | 2003년 7월 24일~2005년 1월 4일  |      |
| 노무현 정부 | 55대 | 박홍수(朴弘綏) | 2005년 1월 5일~2007년 8월 30일  |      |
| 노무현 정부 | 56대 | 임상규(任祥奎) | 2007년 8월 31일~2008년 2월 28일 |      |

### 농림수산식품부 장관
| 정부        | 대수 | 이름           | 임기                           | 비고          |
| ----------- | ---- | -------------- | ------------------------------ | ------------- |
| 이명박 정부 | 57대 | 정운천(鄭雲天) | 2008년 2월 29일~2008년 8월 5일 |               |
| 이명박 정부 | 58대 | 장태평(張太平) | 2008년 8월 6일~2010년 8월 30일 |               |
| 이명박 정부 | 59대 | 유정복(劉正福) | 2010년 8월 31일~2011년 6월 1일 | 국회의원 겸임 |
| 이명박 정부 | 60대 | 서규용(徐圭龍) | 2011년 6월 2일~2013년 3월 11일 |               |

### 농림축산식품부 장관
| 정부        | 대수 | 이름           | 임기                             | 비고                       |
| ----------- | ---- | -------------- | -------------------------------- | -------------------------- |
| 박근혜 정부 | 61대 | 이동필(李桐弼) | 2013년 3월 11일~2016년 9월 4일   |                            |
| 박근혜 정부 | 62대 | 김재수(金在水) | 2016년 9월 5일~2017년 7월 2일    |                            |
| 문재인 정부 | 63대 | 김영록(金瑛錄) | 2017년 7월 3일~2018년 3월 15일   | 지방선거 출마차 사임       |
| 문재인 정부 | -    | 김현수(金炫秀) | 2018년 3월 16일~2018년 8월 8일   | 직무대행                   |
| 문재인 정부 | 64대 | 이개호(李介昊) | 2018년 8월 9일~2019년 8월 30일   | 국회의원 겸임              |
| 문재인 정부 | 65대 | 김현수(金炫秀) | 2019년 8월 31일~2022년 5월 9일   |                            |
| 윤석열 정부 | 66대 | 정황근(鄭煌根) | 2022년 5월 10일~2023년 12월 28일 |                            |
| 윤석열 정부 | 67대 | 송미령(宋美玲) | 2023년 12월 29일~                | 첫 여성 농심축산식품부장관 |
| 이재명 정부 | 67대 | 송미령(宋美玲) | 2023년 12월 29일~                |                            |

## 같이 보기
- 농림축산식품부
- 농림축산식품부 차관
- 농림축산식품부 차관보